# Шевченково (Кропивницкий район)
Шевченково (укр. Шевченкове) — село в Соколовской сельской общине Кропивницкого района Кировоградской области Украины.
Население по переписи 2001 года составляло 433 человека. Почтовый индекс — 27634. Телефонный код — 522. Код КОАТУУ — 3522585005.